# 강릉중학교 축구부
강릉중학교 축구부는 강원특별자치도 강릉시에 위치한 강릉중학교의 축구부이다. 강릉중학교가 운영하는 축구부로 1951년에 창단 하였다.

## 같이 보기
- 강릉중학교